# Black Label (Ocean Grove)
Black Label è il secondo EP del gruppo australiano Ocean Grove, pubblicato indipendentemente il 12 giugno 2015. 
Il 27 aprile 2016 l'EP viene ristampato per il mercato statunitense ed europeo dalla UNFD con il titolo rivisitato Black Label (Sublime Vol.) e l'aggiunta della bonus track Lights on Kind of Lover. In Black Label fanno la loro prima apparizione con la band il batterista e produttore Sam Bassal ed il chitarrista Matt Henley. 
Sono stati prodotti dei video musicali per le tracce Backbone, B.L.U.D., I Told You to Smile e Lights on Kind of Lover.
In seguito alla sua uscita Black Label riesce a piazzarsi al 50º posto della ARIA Albums Chart.

## Tracce
1. Backbone – 1:24
2. B.L.U.D. – 3:07
3. Strange Talk (feat. Adrian Fitipaldes) – 3:34
4. Diploid – 1:56
5. Cold Skin – 2:33
6. You Know Something We Don't? (feat. Zachary Britt) – 3:52
7. I Told You to Smile – 2:19
8. 167 Damillia – 3:40

Bonus track (Sublime Vol.)
1. Lights on Kind of Lover – 2:57

## Formazione
- Luke Holmes – voce death, rap
- Jimmy Hall – chitarra
- Matthew Henley – chitarra
- Dale Tanner – basso, voce melodica
- Sam Bassal – batteria, produzione, mixaggio, mastering
- Matthew Kopp – campionamenti, tastiere, voce

## Classifiche
| Classifica (2015)       | Posizione massima |
| ----------------------- | ----------------- |
| Australia (ARIA Charts) | 50                |